# Frédéric Cassivi
Frédéric Cassivi (* 12. června 1975 Sorel, Québec) je bývalý kanadský hokejový brankář.

## Hráčská kariéra
Vysoký brankář s 1,93 m začal svou juniorskou hokejovou kariéru v kanadské hokejové lize QMJHL, kde odehrál dvě sezóny 1993/95 v nichž vystřídal čtyři kluby (Victoriaville Tigres, Saint-Hyacinthe Laser, Halifax Mooseheads, Saint-Jean Lynx).
Byl draftován v NHL v roce 1994 v 9. kole (celkově 210.) týmem Ottawa Senators.
Cassivi strávil několik let v různých týmech v lize AHL, kdy Ottawa Senators podepsala nové smlouvy s farmářskými týmy a 3. srpna 1999 podepsal smlouvu s týmem Colorado Avalanche jako volný hráč. Za Avalanche neodehrál žádný zápas a hrál jenom na farmě Avalanche v Hershey Bears, kde hrával až do 24. ledna 2002, kdy byl vyměněn do týmu Atlanta Thrashers za Bretta Clarka. V týmu Thrashers debutoval v NHL, když 20. března 2002 byl nejprve na střídačce jako náhradník a poté, co brankářská jednička Milan Hnilička dostal gól byl poslán na led, když zápas dochytal. V sezóně 2001/02 odchytal za Thashers celkem šest zápasů, ale především chytal na farmě v týmu Chicago Wolves v AHL. V následující sezóně odchytal jenom dva zápasy za Thashers, když chytal převážně na farmě ve Wolves. Během výluky v NHL 2004/05 hrál za tým Cincinnati Mighty Ducks, se kterým podepsal smlouvu jako volný hráč.
12. srpna 2005 se přestěhoval do hlavního města USA Washingtonu, kde podepsal dvoucestnou smlouvu s týmem Washington Capitals a jeho farmou Hershey Bears. V Capitals se stal třetím náhradním brankářem po Brentu Johnsonovi a dlouholeté brankářské jedničce v Caps Olafu Kölzigovi. Většinu zápasů odchytal na farmě v Hershey Bears, se kterým vyhrál v sezóně 2005/2006 Calderův pohár a vyhrál trofej Jack A. Butterfield Trophy pro nejužitečnějšího hráče playoff AHL. V Caps odchytal za dvě sezóny jen pět zápasů v základní části. Poté, co mu skončila smlouva, odešel ze zámoří a podepsal smlouvu s týmem Sinupret Ice Tigers z německé hokejové ligy, kde odchytal celou sezónu 2008/09. V následující sezóně 2009/10 se přestěhoval do Rakouské hokejové ligy do týmu Vienna Capitals, se kterým měl platnou smlouvu do sezóny 2010/11.

## Zajímavosti
- v sezóně 2005/2006 v playoff v AHL ustanovil nový rekord v průměru obdržených branek za jeden zápas (2.10). Rekord byl platný až do sezóny 2008/2009 kdy Michal Neuvirth překonal rekord (1.92).

## Ocenění a úspěchy
- 2001 AHL - All-Star Game
- 2005 AHL - Nejvíce čistých nul
- 2006 AHL - Nejvíc vychytaných výher
- 2006 AHL - Jack A. Butterfield Trophy
- 2015 AHL - Síň slávy

## Prvenství
- Debut v NHL - 22. března 2002 (New York Rangers proti Atlanta Thrashers)
- První inkasovaný gól v NHL - 20. března 2002 (Tampa Bay Lightning proti Atlanta Thrashers, českým obráncem Pavlem Kubinou)

## Klubová statistika

### Základní části
| Sezona       | Tým                           | Liga         | Z  | V  | P  | R/PVP | MIN  | OG  | POG  | CHS  | %CHS  | SO | A | TM |
| ------------ | ----------------------------- | ------------ | -- | -- | -- | ----- | ---- | --- | ---- | ---- | ----- | -- | - | -- |
| 1993/1994    | St. Hyacinthe Lasers          | QMJHL        | 20 | 14 | 5  | 1     | 1096 | 61  | 3,34 | 494  | 89,01 | 1  | 0 | 4  |
| 1993/1994    | Victoriaville Tigres          | QMJHL        | 15 | 2  | 8  | 2     | 676  | 65  | 5,77 | 428  | 86,82 | 0  | 0 | 0  |
| 1994/1995    | Saint-Hyacinthe Laser         | QMJHL        | 24 | 9  | 12 | 1     | 1365 | 106 | 4,66 | 785  | 88,10 | 0  | 0 | 38 |
| 1994/1995    | St. Jean Lynx                 | QMJHL        | 19 | 12 | 6  | 0     | 1023 | 55  | 3,23 | 431  | 88,68 | 1  | 0 | 0  |
| 1995/1996    | Thunder Bay Senators          | CoHL         | 12 | 6  | 4  | 2     | 715  | 51  | 4,28 | 346  | 87,15 | 0  | 0 | 2  |
| 1995/1996    | Prince Edward Island Senators | AHL          | 41 | 20 | 14 | 3     | 2347 | 128 | 3,27 | 1164 | 90,09 | 1  | 2 | 2  |
| 1996/1997    | Syracuse Crunch               | AHL          | 55 | 23 | 22 | 8     | 3069 | 164 | 3,21 | 1317 | 88,93 | 2  | 3 | 8  |
| 1997/1998    | Worcester IceCats             | AHL          | 45 | 20 | 22 | 2     | 2593 | 140 | 3,24 | 1150 | 89,15 | 1  | 1 | 23 |
| 1998/1999    | Cincinnati Cyclones           | IHL          | 44 | 21 | 17 | 2     | 2418 | 123 | 3,05 | 1149 | 90,33 | 1  | 0 | 2  |
| 1999/2000    | Hershey Bears                 | AHL          | 31 | 14 | 9  | 3     | 1554 | 78  | 3,01 | 739  | 90,45 | 1  | 2 | 2  |
| 2000/2001    | Hershey Bears                 | AHL          | 49 | 17 | 24 | 3     | 2620 | 124 | 2,84 | 1197 | 90,61 | 2  | 1 | 2  |
| 2001/2002    | Atlanta Thrashers             | NHL          | 6  | 2  | 3  | 0     | 307  | 17  | 3,32 | 190  | 91,79 | 0  | 0 | 0  |
| 2001/2002    | Hershey Bears                 | AHL          | 21 | 6  | 10 | 4     | 1201 | 50  | 2,50 | 565  | 91,87 | 0  | 0 | 0  |
| 2001/2002    | Chicago Wolves                | AHL          | 12 | 6  | 2  | 1     | 625  | 26  | 2,50 | 300  | 92,02 | 0  | 1 | 0  |
| 2002/2003    | Chicago Wolves                | AHL          | 21 | 10 | 8  | 1     | 1171 | 62  | 3,18 | 513  | 89,22 | 0  | 0 | 4  |
| 2002/2003    | Atlanta Thrashers             | NHL          | 2  | 1  | 1  | 0     | 123  | 11  | 5,37 | 47   | 81,03 | 0  | 0 | 0  |
| 2003/2004    | Chicago Wolves                | AHL          | 34 | 15 | 12 | 5     | 1911 | 82  | 2,57 | 945  | 92,02 | 1  | 1 | 2  |
| 2004/2005    | Cincinnati Mighty Ducks       | AHL          | 46 | 25 | 18 | 2     | 2549 | 88  | 2,07 | 1067 | 92,38 | 10 | 1 | 2  |
| 2005/2006    | Hershey Bears                 | AHL          | 61 | 34 | 19 | 6     | 3538 | 153 | 2,59 | 1502 | 90,76 | 3  | 2 | 4  |
| 2005/2006    | Washington Capitals           | NHL          | 1  | 0  | 1  | 0     | 59   | 4   | 4,07 | 26   | 86,67 | 0  | 0 | 0  |
| 2006/2007    | Hershey Bears                 | AHL          | 39 | 22 | 10 | 5     | 2286 | 90  | 2,36 | 1047 | 92,08 | 3  | 2 | 2  |
| 2006/2007    | Washington Capitals           | NHL          | 4  | 0  | 1  | 1     | 139  | 6   | 2,59 | 52   | 89,66 | 0  | 0 | 0  |
| 2007/2008    | Hershey Bears                 | AHL          | 45 | 20 | 20 | 4     | 2594 | 138 | 3,19 | 1251 | 90,06 | 0  | 2 | 2  |
| 2008/2009    | Nürnberg Ice Tigers           | DEL          | 46 | 20 | 18 | 0     | 2699 | 124 | 2,76 | 1271 | 91,11 | 3  | 0 | 1  |
| 2009/2010    | Vienna Capitals               | ÖEL          | 51 | 30 | 16 | 4     | 2984 | 138 | 2.77 | 1411 | 91.09 | 1  | 1 | 0  |
| Celkem v NHL | Celkem v NHL                  | Celkem v NHL | 13 | 3  | 6  | 0     | 628  | 38  | 3.64 | 353  | 89,24 | 0  | 0 | 0  |

### Playoff
| Sezona       | Tým                           | Liga         | Z  | V  | P | R/PVP | MIN  | OG | POG   | CHS | %CHS  | SO | A | TM |
| ------------ | ----------------------------- | ------------ | -- | -- | - | ----- | ---- | -- | ----- | --- | ----- | -- | - | -- |
| 1993/1994    | Victoriaville Tigres          | QMJHL        | 1  | 0  | 0 | 0     | 8    | 2  | 15,00 | 5   | 71,43 | 0  | 0 | 0  |
| 1994/1995    | St. Jean Lynx                 | QMJHL        | 5  | 2  | 3 | 0     | 259  | 18 | 4,17  | 142 | 88,75 | 0  | 0 | 0  |
| 1995/1996    | Prince Edward Island Senators | AHL          | 5  | 2  | 3 | 0     | 317  | 24 | 4,54  | 134 | 84,81 | 0  | 0 | 0  |
| 1996/1997    | Syracuse Crunch               | AHL          | 1  | 0  | 1 | 0     | 60   | 3  | 3,00  | 25  | 89,29 | 0  | 0 | 0  |
| 1997/1998    | Worcester IceCats             | AHL          | 6  | 3  | 3 | 0     | 326  | 18 | 3,31  | 163 | 90,06 | 0  | 0 | 0  |
| 1998/1999    | Cincinnati Cyclones           | IHL          | 3  | 1  | 2 | 0     | 139  | 6  | 2,59  | 66  | 91,67 | 0  | 0 | 0  |
| 1999/2000    | Hershey Bears                 | AHL          | 2  | 0  | 1 | 0     | 63   | 5  | 4,76  | 32  | 86,49 | 0  | 0 | 0  |
| 2000/2001    | Hershey Bears                 | AHL          | 9  | 7  | 2 | 0     | 564  | 14 | 1,49  | 276 | 95,17 | 1  | 0 | 0  |
| 2001/2002    | Chicago Wolves                | AHL          | 5  | 2  | 2 | 0     | 264  | 11 | 2,50  | 132 | 92,31 | 0  | 0 | 0  |
| 2002/2003    | Chicago Wolves                | AHL          | 2  | 0  | 2 | 0     | 90   | 3  | 2,00  | 36  | 92,31 | 0  | 0 | 2  |
| 2004/2005    | Cincinnati Mighty Ducks       | AHL          | 8  | 2  | 4 | 0     | 444  | 21 | 2,84  | 196 | 90,32 | 0  | 0 | 2  |
| 2005/2006    | Hershey Bears                 | AHL          | 21 | 16 | 5 | 0     | 1316 | 46 | 2,10  | 617 | 93,06 | 4  | 2 | 2  |
| 2006/2007    | Hershey Bears                 | AHL          | 19 | 13 | 6 | 0     | 1169 | 51 | 2,62  | 504 | 90,81 | 1  | 0 | 0  |
| 2007/2008    | Hershey Bears                 | AHL          | 5  | 1  | 3 | 0     | 284  | 19 | 4,01  | 117 | 86,03 | 0  | 0 | 0  |
| 2008/2009    | Nürnberg Ice Tigers           | DEL          | 5  | 1  | 4 | 0     | 296  | 17 | 3,45  | 156 | 90,17 | 0  | 0 | 0  |
| 2009/2010    | Vienna Capitals               | ÖEL          | 12 | 7  | 2 | 3     | 718  | 37 | 3,09  | 241 | 86,69 | 1  | 0 | 0  |
| Celkem v NHL | Celkem v NHL                  | Celkem v NHL | —  | —  | — | —     | —    | —  | —     | —   | —     | —  | — | —  |

Legenda
- Z - Odehrané zápasy (Zápasy)
- V - Počet vyhraných zápasů (Vítězství)
- P - Počet prohraných zápasů (Porážky)
- R/PVP - Počet remíz respektive porážek v prodloužení zápasů (Remízy/Porážky v prodloužení)
- MIN - Počet odchytaných minut (Minuty)
- OG - Počet obdržených branek (Obdržené góly)
- ČK - Počet vychytaných čistých kont (Čistá konta)
- POG - Průměr obdržených branek (Průměr obdržených gólů)
- G - Počet vstřelených branek (Góly)
- A - Počet přihrávek na branku (Asistence)
- %CHS - % chycených střel (% chycených střel)